# Г
La Г, minuscolo г, chiamata ge o he o anche ghe, è una lettera dell'alfabeto cirillico. Viene pronunciata in modo diverso a seconda della lingua presa in considerazione.
Deriva direttamente dalla lettera greca gamma (Γ, γ). In stampatello standard, la Ghe ha esattamente la stessa forma della gamma, con la minuscola semplicemente di dimensioni ridotte (Г, г). In corsivo standard invece, la Ghe minuscola appare come una s allo specchio (г), mentre in corsivo serbo come una "i" con una lineetta sopra (ī ).

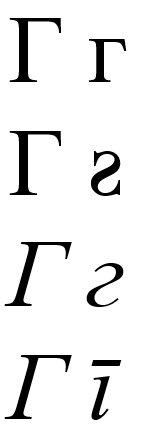
Dalla prima riga in giù: la Ghe in stampatello standard,
in stampatello bulgaro,
in corsivo standard,
in corsivo serbo.

In russo, serbo, bulgaro e macedone la lettera Г rappresenta una consonante occlusiva velare sonora, esattamente come la G dura italiana, ma quando si trova in fine di parola si desonorizza e viene pronunciata /k/.
In ucraino e bielorusso viene invece chiamata he e rappresenta una fricativa glottale sonora, controparte sonora del suono inglese di H, mentre l'occlusiva velare sonora è la controparte sonora di K.
In ucraino l'occlusiva velare sonora si presenta raramente, e quando c'è viene rappresentata con la lettera Ґ. In bielorusso era probabilmente molto frequente in passato (per riuscire a rendere parole prese in prestito dal polacco e dal russo) ma durante il XX secolo ha perso significativamente importanza ed uso e la reintroduzione di Ґ è solo una proposta di alcuni linguisti, non supportata ufficialmente.
| Lettera cirillica | Pronuncia IPA | Trascrizione scientifica | Trascrizione italiana | Trascrizione inglese | Trascrizione tedesca | Trascrizione francese |
| ----------------- | ------------- | ------------------------ | --------------------- | -------------------- | -------------------- | --------------------- |
| Г                 | /g/           | g                        | g                     | g                    | g                    | g                     |
| Г (Ucraino)       | /h/           | h                        | h                     | h                    | h                    | h                     |

## Posizione nei codici
| Nome carattere | Tipo      | Decimale | Esadecimale | Base otto | Binario          |
| -------------- | --------- | -------- | ----------- | --------- | ---------------- |
| Unicode        | Maiuscolo | 1043     | 0413        | 002023    | 0000010000010011 |
| Unicode        | Minuscolo | 1075     | 0433        | 002063    | 0000010000110011 |
| ISO 8859-5     | Maiuscolo | 179      | b3          | 263       | 0010110011       |
| ISO 8859-5     | Minuscolo | 211      | d3          | 323       | 0011010011       |
| KOI8           | Maiuscolo | 231      | e7          | 347       | 0011100111       |
| KOI8           | Minuscolo | 199      | c7          | 307       | 0011000111       |
| Windows-1251   | Maiuscolo | 195      | c3          | 303       | 0011000011       |
| Windows-1251   | Minuscolo | 227      | e3          | 343       | 0011100011       |

I corrispondenti codici HTML sono: &#1043; o &#x413; per il maiuscolo e &#1075; o &#x433; per il minuscolo.